# Real Academia Nacional de Medicina

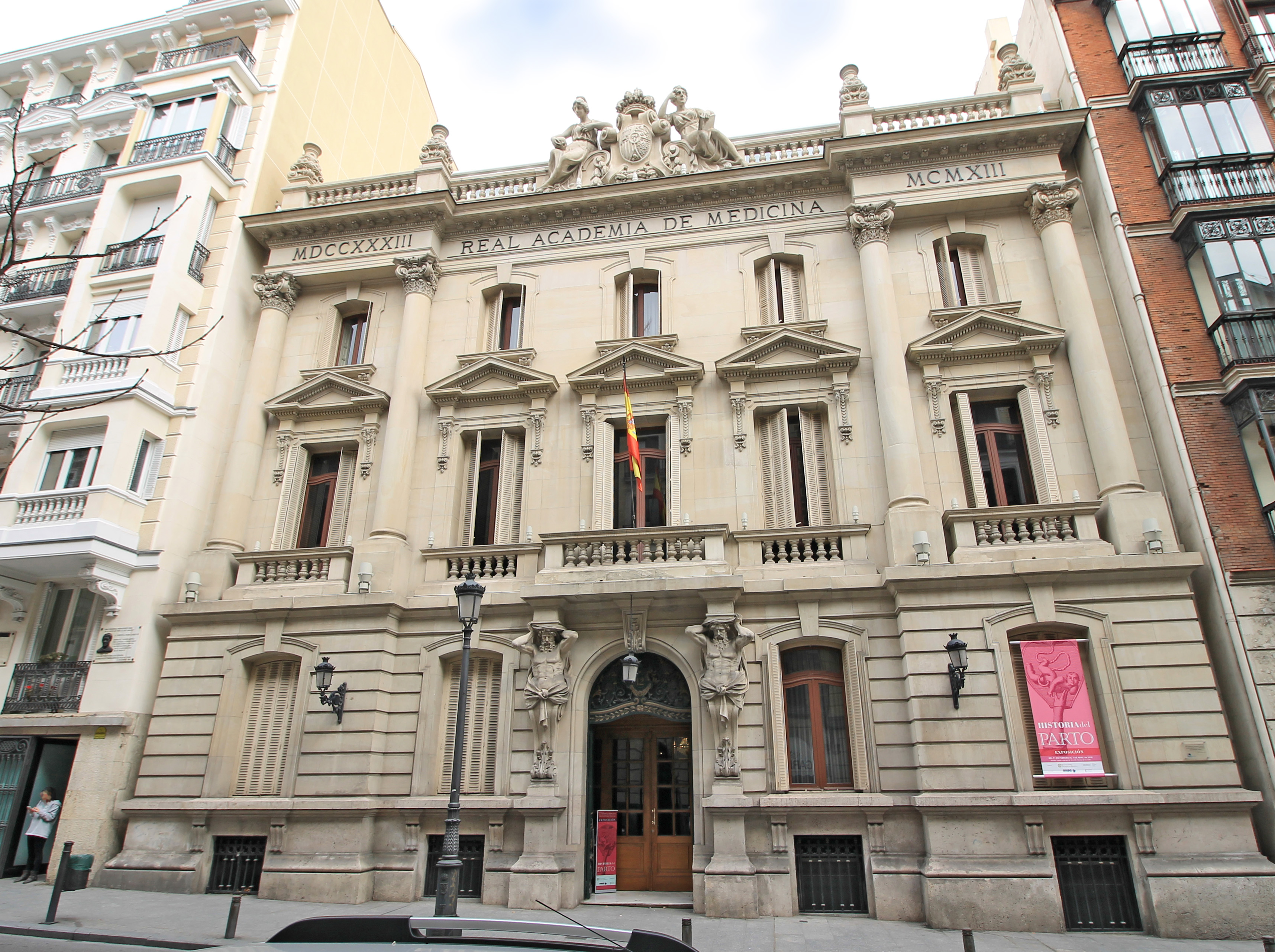
Gebäude der Real Academia Nacional de Medicina in der Calle Arrieta, Madrid

Emblem und Wappen der Real Academia Nacional de Medicina

Die Real Academia Nacional de Medicina in Madrid ist eine am 28. April 1861 gegründete spanische Forschungs- und Forschungsförderungsinstitution. Es handelt sich um die Nachfolgeorganisation der 1734 gegründeten Real Academia Médica Matritense.
Die Akademie vergibt Preise in verschiedenen Teilgebieten der Medizin, organisiert die entsprechenden Wettbewerbe und publiziert wissenschaftliche Werke und Annalen. Sie besteht (Stand 2007) aus 50 ordentlichen Mitgliedern, daneben gibt es Ehrenmitglieder und korrespondierende Mitglieder.

## Präsidenten
- Tomás Corral y Oña, Marqués de San Gregorio
- Juan Castelló y Tagell
- Juan Drumen y Millet
- Francisco Méndez Álvaro
- Melchor Sánchez de Toca, Marqués de Toca
- Vicente Asuero y Cortázar
- José Seco y Baldor
- Francisco Alonso y Rubio
- Basilio San Martín Olaechea
- Eusebio Castelo y Serra
- Matías Nieto Serrano, Marqués de Guadalerzas
- José Calvo y Martín
- Julián Calleja y Sánchez, Conde de Calleja
- Carlos María Cortezo y Prieto de Orche
- Sebastián Recasens y Girol
- Amalio Gimeno y Cabañas, Conde de Gimeno
- Enrique Suñer Ordóñez
- Antonio María de Cospedal y Tomé
- Fernando Enriquez de Salamanca y Danvila
- José Alberto Palanca y Martínez-Fortún
- Manuel Bermejillo y Martínez
- José Botella Llusiá
- Hipólito Durán Sacristán
- Amador Schüller Pérez
- Manuel Díaz-Rubio García